# Бешењов
Бешењов (слч. Bešeňov, мађ. Zsitvabesenyő) насељено је мјесто са административним статусом сеоске општине (слч. obec) у округу Нове Замки, у Њитранском крају, Словачка Република.

## Становништво
| Година:    | 1994. | 2004.   | 2014.   | 2024.   |
| ---------- | ----- | ------- | ------- | ------- |
| Број људи: | 1813  | 1721    | 1662    | 1551    |
| Разлика:   |       | -5,07 % | -3,42 % | -6,67 % |

| Година:    | 2023. | 2024.   |
| ---------- | ----- | ------- |
| Број људи: | 1569  | 1551    |
| Разлика:   |       | -1,14 % |

Према подацима о броју становника из 2011. године насеље је имало 1.682 становника.